# After You Gone
After You Gone ist ein Musikalbum von Barre Phillips, Joëlle Léandre, William Parker und Tetsu Saitō. Die am 23. Mai 2003 auf dem Festival International de Musique Actuelle de Victoriaville entstandenen Aufnahmen erschienen 2004 auf Les Disques Victo.

## Hintergrund
Im Mai 2003 kam ein ausschließlich aus Bassisten bestehendes Quartett zusammen, um an den im September 2002 verstorbenen Bassisten Peter Kowald zu erinnern. Diese Formation bestand aus engen Kollegen oder Bewunderern Kowalds; dazu gehörten Barre Phillips, Joëlle Léandre, William Parker und Tetsu Saitō.

## Titelliste
- Barre Phillips, Joëlle Léandre, William Parker, Tetsu Saitoh: After You Gone. (Les Disques Victo VICTO cd 091)[1]

1. Ant Warps	10:49
2. Passing Threw	10:28
3. Whoop Yer Tal	14:02
4. Teebay Deep	11:00
5. Bleu Grek	10:39
6. P.S. – te queremos	6:41

## Rezeption
Das Spiel sei außergewöhnlich intensiv und die meiste Zeit seien alle vier Spieler beteiligt, was bedeute, dass einige Details untrennbar sind, wenn man nicht bereits mit den individuellen Idiomen der Mitwirkenden vertraut sei, meinten Richard Cook und Brian Morton, die in ihrem The Penguin Guide to Jazz das Album mit der Höchstbewertung auszeichneten. „Whoop Yer Tal“ sei unglaublich detailliert und virtuos; „P.S. – te queremos“ hingegen ein trauriges Tremolo für den verstorbenen „Bassmeister“.
Nach Ansicht von Rex Butters, der das Album in All About Jazz rezensierte, stelle dieses Quartett einen Gipfel über Grenzen und Generationen hinweg dar und teile nur eine bemerkenswerte Technik und eine Liebe zum Unbekannten. Das Ergebnis sei eine Sammlung von Stücken, die zugleich fesselnd und albern, würdevoll und düster waren. Hörer, die die klangliche Monotonie des unerbittlich dröhnenden Basses fürchten sollten, bräuchten sich keine Sorgen zu machen, denn „diese vier akustischen Alchemisten sind an Bord. Aus dem Quartett erwächst ein Orchester aus Tönen und Texturen.“